# Білка (Румунія)
Білка (рум. Bilca) — комуна у повіті Сучава в Румунії. До складу комуни входить єдине село Білка.
Комуна розташована на відстані 387 км на північ від Бухареста, 47 км на північний захід від Сучави.

## Населення
За даними перепису населення 2002 року у комуні проживали 3457 осіб.
Національний склад населення комуни:
| Національність | Кількість осіб | Відсоток |
| -------------- | -------------- | -------- |
| румуни         | 3424           | 99,0%    |
| цигани         | 32             | 0,9%     |
| українці       | 1              | < 0,1%   |

Рідною мовою назвали:
| Мова       | Кількість осіб | Відсоток |
| ---------- | -------------- | -------- |
| румунська  | 3456           | > 99,9%  |
| українська | 1              | < 0,1%   |

Склад населення комуни за віросповіданням:
| Релігія            | Кількість осіб | Відсоток |
| ------------------ | -------------- | -------- |
| православні        | 3147           | 91,0%    |
| п'ятдесятники      | 275            | 8,0%     |
| баптисти           | 15             | 0,4%     |
| адвентисти         | 1              | < 0,1%   |
| юдеї               | 1              | < 0,1%   |
| не вказали релігію | 1              | < 0,1%   |

## Зовнішні посилання
- Дані про комуну Білка на сайті Ghidul Primăriilor [Архівовано 15 травня 2012 у Wayback Machine.]